# 朝日奈寛
朝日奈 寛（あさひな ひろし、1996年5月11日 - ）は、日本の俳優。東京都出身。ブルーベアハウス所属。身長172cm。

## 出演

### ウェブドラマ
- 仮面ライダーアマゾンズ（2016年4月 - 6月、Amazon Prime Video） - 前原淳 役[3]

### テレビドラマ
- QP（2011年、日本テレビ）[3]
- リアル鬼ごっこ THE ORIGIN（2013年、千葉テレビ 他）
- 仮面ティーチャー（2013年、日本テレビ） - 飯田政一 役[3]
- リミット 1話（2013年、テレビ東京）
- 恋仲 第1話（2015年、フジテレビ）[3]
- オトナ女子 第1話（2015年、フジテレビ）[3]
- 月曜ゴールデン「民間科捜研 桐野真衣の殺人鑑定」（2016年3月14日、TBS）[4]
- 教場II（2021年1月3日・4日、フジテレビ） - 入江昭広 役
- ゲキカラドウ 第10話・第11話（2021年3月11日、テレビ東京）[4]
- 夜光漂流 MIDNIGHT JELLYFISH（2021年12月31日 - 2022年1月3日、TOKYO MX） - 主演・櫂 役[5]

### 映画
- 不良少年 3000人の総番（2012年、東映ビデオ） - 中山信吾 役
- 劇場版 仮面ティーチャー（2014年、ショウゲート） - 飯田政一 役[3]
- ショートフィルム『半分ノ世界』（2014年）
- 暗殺教室〜卒業編〜（2016年、東宝）
- ブルーハーツが聴こえる「ラブレター」（2017年、日活 / ティ・ジョイ）[6]
- 劇場版 仮面ライダーアマゾンズ Season1 覚醒（2018年、東映）[7] - 前原淳 役

### 舞台
- 舞台『NINJA ZONE 〜RISE OF THE KUNOICHI WARRIOR〜』（2018年9月5日 - 9日、東京・六行会ホール） - 剛鬼 役[6]

### テレビ番組
- 猫のひたいほどワイド（2018年4月 - 2020年3月、テレビ神奈川）- 猫の手も借り隊（水曜レギュラー）[8]

### CM
- 中萬学院（2010年）
- コカコーラ系飲料ポスター（2010年）
- 村田製作所「届くドキドキ」篇（2012年）

### 玩具
- COMPLETE SELECTION MODIFICATION アマゾンズドライバー（2019年12月） - 前原淳 役[9]

### その他
- 第20回 東京ガールズコレクション2015 SPRING/SUMMER（2015年2月28日、東京・国立代々木競技場第一体育館） - ゲスト[10]
- 第21回 東京ガールズコレクション2015 AUTUMN/WINTER（2015年9月27日、東京・国立代々木競技場第一体育館） - ゲスト[11]